# Тельо, Факундо
Факундо Рауль Тельо Фигероа (исп. Facundo Raúl Tello Figueroa; род. 4 мая 1982, Баия-Бланка, Буэнос-Айрес) — аргентинский футбольный судья. Рефери ФИФА с 2019 года.

## Карьера
С 2015 года Факундо Тельо обслуживает игры в высшей футбольной лиге Аргентины. В 2019 году он судил финал Кубка Аргентины, в котором «Сентраль Кордова» проиграла «Ривер Плейт» со счетом 3:0. В 2021 году он судил финал первого Copa de la Liga Profesional - кубкового соревнования для команд LFP, в котором «Бока Хуниорс» обыграла клуб «Банфилд» со счетом 5:3 в серии пенальти. В ноябре 2022 года он обслуживал матч за Суперкубок Аргентины между «Бока Хуниорс» и «Расинг». В этой игре он показал в общей сложности 10 красных карточек, в том числе семь в сторону игроков «Боки Хуниорс», так что игру пришлось прекратить незадолго до окончания дополнительного времени при счете 1:2, поскольку на поле оставалось только пять игроков Боки.
С 2019 года Тельо является судьёй ФИФА. Дебютировал на международном уровне в феврале 2019 года в матче второго круга Кубка Либертадорес между «Депортиво Ла Гуайра» и «Атлетико Насьональ». В том же году он отработал на играх групповго этапа чемпионата Южной Америки по футболу среди юношей до 20 лет 2019 года. На Южноамериканском Рекопе - 2022 (сопоставимом с Суперкубком УЕФА ) он судил первый матч бразильского поединка между «Атлетико Паранаэнсе» и «Палмейрасом».
Свой первый межконтинентальный турнир отработал в декабре 2021 года на Кубке арабских стран, официальном подготовительном турнире к чемпионату мира 2022 года, где ему доверили судить два матча предварительного раунда и матч за третье место.
В мае 2022 года ФИФА назначила его одним из 36 главных судей чемпионата мира по футболу 2022 года в Катаре.
В апреле 2024 года, выполняя программу обмена между УЕФА и КОНМЕБОЛ, был отобран одним из главных арбитров в числе 19 судейских бригад для обслуживания матчей чемпионата Европы по футболу, прошедшего в июне-июле 2024 года в Германии.

### Чемпионат мира 2022 года
| Стадия         | Дата            | Место                      | Команда 1   | Команда 2  | Результат | Предупреждён | Red card | Пенальти |
| -------------- | --------------- | -------------------------- | ----------- | ---------- | --------- | ------------ | -------- | -------- |
| Групповой этап | 24 ноября 2022  | Эль-Джануб, г.Эль-Вакра    | Швейцария   | Камерун    | 1:0 (0:0) | 2 - 1        | 0 - 0    | 0 - 0    |
| Групповой этап | 2 декабря 2022  | Эдьюкейшн сити, г.Эр-Райян | Южная Корея | Португалия | 2:1 (1:1) | 2 - 0        | 0 - 0    | 0 - 0    |
| 1/4 финала     | 10 декабря 2022 | Эль-Тумама, г.Доха         | Марокко     | Португалия | 1:0 (1:0) | 1 - 1        | 1 - 0    | 0 - 0    |

### Чемпионат Европы 2024
| Стадия         | Дата         | Город    | Стадион           | Команда 1 | Результат | Команда 2 | Предупреждён | Red card | Пенальти |
| -------------- | ------------ | -------- | ----------------- | --------- | --------- | --------- | ------------ | -------- | -------- |
| Групповой этап | 18 июня 2024 | Дортмунд | Сигнал Идуна Парк | Турция    | 3:1 (1:1) | Грузия    | 2 - 1        | 0 - 0    | 0 - 0    |
| Групповой этап | 23 июня 2024 | Штутгарт | МХП-Арена,        | Шотландия | 0:1 (0:0) | Венгрия   | 1 - 5        | 0 - 0    | 0 - 0    |

## Личная жизнь
Тельо работал городским клерком. В настоящее время полностью сосредоточен на карьере футбольного судьи. Женат, отец двоих сыновей и живет со своей семьёй в родном городе Баия-Бланка.